# Emma Appleton
Emma Jill Appleton (* 11. Dezember 1991 in Witney, Oxfordshire) ist eine britische Schauspielerin.

## Leben
Emma Appleton besuchte die West Witney Primary School in ihrer Geburtsstadt Witney, Oxfordshire und später die dortige Wood Green School. Anschließend war sie zunächst als Model tätig.
2016 gab sie ihr Filmdebüt als Pixie im Kurzfilm Dreamlands von Sara Dunlop. Eine wiederkehrende Rolle hatte sie 2017 in der BBC-Serie Clique als Fay Brookstone. In der ersten Staffel der Netflix-Serie The Witcher spielte sie 2019 die Rolle der Renfri, ursprünglich war dafür Millie Brady vorgesehen. Ebenfalls 2019 verkörperte sie in der Serie Verräter von Channel 4 die Protagonistin Feef Symonds. 2021 war sie in der Verfilmung des Romanes Eine Handvoll Worte von Jojo Moyes mit Felicity Jones und Shailene Woodley als Hannah zu sehen.
In der Musikerbiografie Pistol (2022) von Danny Boyle basierend auf den Erinnerungen von Steve Jones, dem Gitarristen der Sex Pistols, übernahm sie die Rolle der Nancy Spungen. In der im Juni 2022 veröffentlichten BBC-Serie Everything I Know About Love basierend auf der gleichnamigen Romanvorlage von Dolly Alderton hatte sie an der Seite von Bel Powley eine Hauptrolle als Maggie. Neben Stefanie Martini spielte sie in dem beim Locarno Film Festival 2022 uraufgeführten Science-Fiction-Mockumentary Lola von Andrew Legge deren Filmschwester Thomasina Hanbury. Im Psychothriller The Killing Kind von Paramount+ mit Colin Morgan basierend auf dem Roman von Jane Casey übernahm sie als Rechtsanwältin Ingrid Lewis die weibliche Hauptrolle.
In den deutschsprachigen Fassungen wurde sie unter anderem von Betty Förster (The End of the F***ing World, Genius: Picasso, Eine Handvoll Worte), Alice Bauer (The Witcher), Lydia Morgenstern (Verräter) sowie von Leoni Kristin Oeffinger (Clique) synchronisiert.

## Filmografie (Auswahl)
- 2016: Dreamlands (Kurzfilm)
- 2017: Clique (Fernsehserie, 6 Episoden)
- 2017: Grantchester (Fernsehserie, Episode 3x06)
- 2017: The End of the F***ing World (Fernsehserie, Episode 1x01)
- 2018: Genius: Picasso (Fernsehserie, zwei Episoden)
- 2018: The Nun
- 2019: The Drink (Kurzfilm)
- 2019: Verräter (Traitors, Fernsehserie, sechs Episoden)
- 2019: The Witcher (Fernsehserie, zwei Episoden)
- 2021: Intergalactic (Fernsehserie, zwei Episoden)
- 2021: Eine Handvoll Worte (The Last Letter from Your Lover)
- 2022: Pistol (Mini-Serie, zwei Episoden)
- 2022: Everything I Know About Love (Fernsehserie, sieben Episoden)
- 2022: Lola
- 2023: The Killing Kind (Fernsehserie, sechs Episoden)
- 2024: The Road Trip (Miniserie, sechs Episoden)
- 2024: The Severed Sun